# Роїще
Рої́ще — село в Україні, у Новобілоуській сільській громаді Чернігівського району Чернігівської області. Населення становить 1002 осіб станом на 01.01.2024 року. До 2020 орган місцевого самоврядування — Роїщенська сільська рада.

## Назва
В найстаршому, на сьогодні, документі, де вперше згадується с. Роїще — привілеї Чернігівському воєводі М. Калиновському на міські хутори від 1634 року, його назва записана як «Роіча» (Roicza). У подимному реєстрі 1638 року серед володінь Калиновського названо «Раіща» (Raiszcza). На топографічній карті 1890 року позначені: Роище, Скиток та Слобода Раище. На «Спецкарте европейской России» 1914 року — Роище, Скиток та Раище (без вказання слова «слобода»).

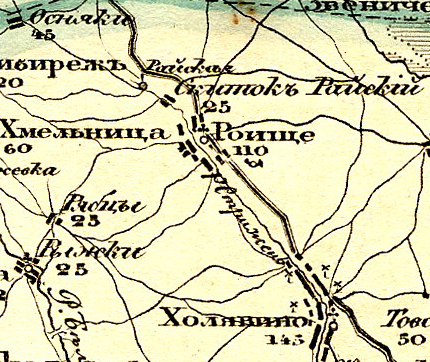
Мапа 1853 року

Версія походження слова «Роїще» — від слова «рій», «Раїще», — від слова «рай».
Село було оселене як хутір міщанами м. Чернігова в польські часи на Чернігівщині, тож, ймовірно, в основі його назви може лежати польське слово. У «Słowniku języka polskiego» під редакцією A. Кринського, Я. Карловича та В. Недзведзьки є слово подібне до назви села — «roić». Воно походить від слова «rój» (українською — рій) і серед пояснень має: випускати рій бджіл з вулика, бути чисельним як рій бджіл, надумувати та бурлити. Не виключено, що для оселення хутора Роїща могли прибути «литвини», мешканці Великого князівства литовського. В «Lietuvių-rusų kalbų žodynas (Литовсько-русском словаре)» А. Либеріса є подібні до назви села слова: «ráišta» — кульгає, «rõjus» — рай. В «Тлумачальному слоўніку беларускай мовы» є слово «рой» (українською — рій) та похідні від нього. В «Словарі української мови» Б. Грінченка, всі слова на «роі», «рої» та «рой» також є утвореними лише від слова «рій». Серед козацьких і селянських прізвищ села Роїща (найстарші є з початку XVIII століття) немає жодного литовського походження. Отже, швидше за все, в основу назви села лягло або польське слово «rój», або білоруське «рой», або українське «рій» (всі вони означають спільноту бджіл).
Версія, що начебто тут зупинявся, чи проходив якийсь «рій» солдатів, виглядає надто «притягнутою за вуха».
Версія, що Роїще було надто великим поселенням також не відповідає дійсності. За подимним реєстром 1638 року в Роїщі було 40 димів, в Петрушині — 40, в Халявині — 70, в Рижиках — 20. Тобто Роїще чисельністю населення не виділялося від сусідніх поселень і в порівнянні з ними не нагадувало якогось рою.
Найбільш правдоподібним виглядає наступне пояснення походження назви села.

 
Із найближчого до часу його заснування документа — привілея короля Польщі Сигізмунда ІІІ чернігівському магістрату від 1625 року (визначав межі земель м. Чернігова), видно, що в районі села, обабіч берегів р. Стрижень, знаходилися діброви: «…Хмельницьким струмком через дорогу чернігівську, що від міста до Сібержа йде, від тієї дороги дібровою прямо в улоговину, а улоговиною в Колодєзки, а з Колодєзек в Ржавець, Ржавцем в Стрижень, Стрижнем вгору праворуч улоговиною Криницею золотою, звідти суходолом через діброву до Лубяного острову (місцевість біля с. Петрушина О. Л.) в Свиню…». 

Мапа 1914 р.

 Про багатство ж чернігівських лісів на мед і диких бджіл зауважували австрійський дипломат середини XVI ст. Сигізмунд Герберштейн та шведський дипломат початку XVII ст. Петер Петрей. Тож ймовірно назва села говорить про те, що в цьому місці було багато бджолиних роїв, інакше це місце можна було назвати — «роїщем».
Плутанина з написанням назви села через «а» чи через «о» пов'язана з необізнаністю чиновників-чужинців (поляків, росіян) з особливостями утворення назв українських поселень.
Роїще і Раїще — це різні населені пункти. Останній є Роїською Слободою, або Раїщем, перший — власне селом Роїще.

## Кутки
- Лєдововщина
- Коробковщина
- Бабичовщина
- Зєнковщина
- Балатянщина
- Слобода
- Скиток

## Історія

### Стародавні часи

Предмети з поселення київської культури с. Роїща

Найстаріше відоме поселення в с. Роїще належить представникам східної гілки культури шнурової кераміки — середньодніпровській (ІІІ—ІІ тис. до н. е.). Коли єгиптяни будували піраміду Хеопса, на території Роїща вже також бурлило життя і з того часу вона була заселена, з деякими перервами, аж до наших днів
- Стародавні поселення праслов'ян[джерело?] та прабалтів[джерело?] на території села Роїща:

1. Багатопружкової кераміки (XVII—XV ст. до н. е.),
2. Сосницьких племен східнотшинецької культури — поселення та могильник (ІІ—І тис. до н. е.),
3. Бондарихинської культури (ХІ-ІХ ст. до н. е.),
4. Юхнівської культури (VI—III ст. до н. е.)

- Передкиївські поселення:

1. Неври — поселення милоградської культури та могильник (ІХ ст. до н. е. — І ст. н. е.).
2. Пізньозарубинецької культури — поселення ІІІ-V століть.

### Середньовіччя
1. Київської — чотири поселення ІІІ—VII століть.
2. Колочинської — поселення V—VIII століття.
3. Волинцівської (VII—VIII століть).

За часів Київської Руси на території с. Роїща розташовувалося п'ять поселень ІХ-ХІІІ століття Проте після монгольської навали існування продовжило лише одне з них, згодом люди покинули і його. Причина цього невідома.

### Новоісторичне Роїще
Перемир'ям між Литвою та Москвою від 25 березня 1503 року до останньої передавалось 19 міст, 70 волостей, 22 городища та 13 сіл Чернігово-Сіверщини. Але ні серед городиш, ні серед сіл Роїще не було названо. Немає Роїща і в «Реєстрі границь чернігівських» або «Пам'яті» 1527 року, в якому перелічені чернігівські села. Отже або на ті часи в районі села люди не жили, або тут розташовувалося незначне поселенням (дерєвня, тобто сільське поселення без церкви, або хутір), про які в першому документі говорилося: «и что были деревни тое же волости».
Нинішнє село Роїще було оселене як хутір в польські часи на Чернігівщині, про що свідчить і аналіз письмових джерел того часу, і археологічні дані — залишки поселення XVII—XVIII століть, що розташовано в районі церкви. Відбулося це десь у 1630 р. в наслідку освоєння межиріччя Білоуса та Стрижня міщанами м. Чернігова.
Хоча село розташоване на межі білоруського та українського етносу (місцева роїська говірка має яскравий білоруський відтінок), оселене воно було українцями. Зараз в селі проживають представники 14 старих козацьких та 6 старих селянських родів с. Роїща, серед яких немає жодного прізвища білоруського походження — всі вони українські.
Приєднано вміст Роїще (археологічна історія). Дивіться Обговорення:Роїще

#### Гетьманщина

У лютому 1659 року, в універсалі гетьмана Івана Виговського, вперше згадується Роїська сотня. Згідно нього, володарем ґрунту і млина в с. Роїщі став Роїський сотник Хома Рашенко (1659—1660). В селі володів землею і генеральний писар Карпо Іванович Мокрієвич (1660—1661) у майбутньому — свояк сотника Роїського Миколи Грембецького (1689—1692).
У вересні 1659 року на село здійснили напад татари. Все було знищено вогнем і мечем. За п'ять років прийшли вояки польського короля Яна Казиміра. У 1668 року навколо Чернігова зійшлися козаки Дмитра Дорошенка і московські загони князя Ромодановського. Ця подія також негативно відбилася на долі мешканців Роїща.
Дещо пожвавилося життя села за гетьманування Дем'яна Ігнатовича. У 1673 році селом володів Чернігівській воєвода Іван Загрязський(1660—1667).
Гетьман Іван Самойлович пожалував село священику Чернігівської Благовіщенської церкви Павлові Домонтовичу. По смерті настоятеля храму Роїще успадкував його зять, осавул полковий Чернігівський Грибович, приблизно у другій половині 1670-х рр. XVII століття Гетьман Д. Ігнатович надав ґрунт в Роїщі осавулу полковому Чернігівському Філону Рашці.
За часів гетьмана Івана Мазепи Роїщем і прилеглими до села Слободою та Зєнковщиною володіли значковий товариш Самійло Мокрієвич (син Карпа Мокрієвича), Моісей Дмитрович.
Новий гетьман Іван Скоропадський своїм універсалом від 1 лютого 1710 року передав Роїще осавулу полковому Чернігівському Михайлові Осиповичу Красовському. У 1730 році село належало його синові, значковому товаришу Павлові Красовському, а приблизно з 1738 року — осавулу полковому Чернігівському Єлисею Філоновичу Рашці. У цей період у Роїще мешкали 52 козацькі сім'ї.
У 1763 році за універсалом гетьмана Кирила Розумовського Україну було поділено на повіти. Роїще увійшло до складу Чернігівського повіту.

##### Козацькі роди с. Роїща
На початку Визвольної війни 1648 року в с. Роїщі, ймовірно, було три козаки. Згідно «Ревізії Чернігівського намісництва» за 1782 рік в селі проживало 62 козацьких родів. За даними подвірного перепису 1920 р. в с. Роїщі проживало — 44 козацьких родів. Зараз в селі проживають представники 31 козацького роду, з яких лише 14 є старими роїськими: Давиденко, Долинські, Заболотні, Зєнчєнки, Коробки, Кулики, Лєдові, Насінники, Сабуни, Сердюки, Терехно, Федосові, Філанки та Шупики.

##### Козацька адміністрація с. Роїща
За Гетьманщини на чолі козацької громади села стояли курінний отаман та осавулчик.
Курінні отамани:
1. Сава Овечка — на Слободі (1659 р.),
2. Ничипор Коробка — в Роїщі (1718 р.),
3. Корній Таращенко (1724),
4. Михайло Тума (1738),
5. Андрій Сердюченко (1741),
6. Ілля Філонок (1747),
7. Павло Заболотний (1750),
8. Герасим Долинський (1756, 1758, 1759),
9. Філоненко (1760),
10. Герасим Терехно (1762),

Осавулчики:
1. Іван Іванович Шутко (1747 р.),
2. Лаврин Руденок (1750 р.), В кінці XVII ст. на Слободі був окремий отаман, але вже в половині XVIII ст. Слобода була під владою роїського отамана, бо реєстри козаків с. Роїща і Слободи Ройської 1750 та 1751 рр. підписані одними і тими ж посадовими особами: отаманом — П. Заболотним та осавулчиком Л. Руденком.

##### Походи роїських козаків

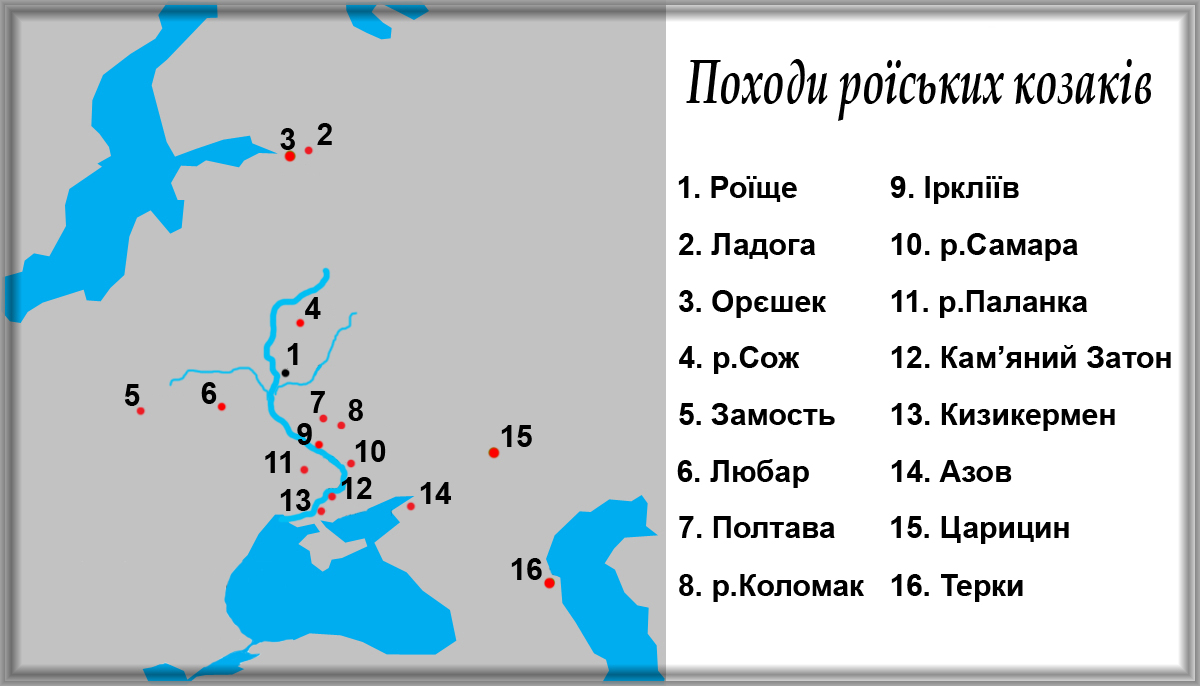
riht

1. Визвольна війна 1648—1657 рр.,
2. російсько-турецька війна 1676—1681 рр., разом з роїським сотником Іваном Рашевським (Маликом) були в Чигиринських походах 1676 та 1678 рр.,
3. російсько-турецької війни 1686—1700 рр., Перший Кримський похід 1687 р.,
4. 1688 р. оборона укріплень у гирлі р. Самари,
5. 1692 р. — на р. Паланці,
6. 1693 р. облога м. Кизикермень (м. Берислав Херсонської обл.),
7. Другий Азовський похід 1696 р., участь в облозі м. Азова,
8. Північна війна 1700—1721 рр., 1701 року оборона Ладожської фортеці та м. Орєшка, бойові дії на р. Іжорі. 1705 року придушення повстання С.Палія. Польська компанія 1706 року — бої біля м. Замостя. 1708 року утримання позицій по р. Сож. 1709 року, під час Полтавської битви, були у складі військ І.Мазепи.
9. Московсько-турецька війна (1710—1713): у 1710 році були під м. Ірклієвом, 1711 року біля Кам'янської Січі (м. Кам'янка-Дніпровська Запорозької обл.).
10. 1719 року були під м. Царицином.
11. Перський похід 1722—1723 рр., 1723 року захищали фортецю Терки біля гирла р. Терек.
12. Польський похід 1734 р.
13. Очаківський похід 1738 р., разом з роїським сотником Яковом Бакуринським
14. Кримський похід 1774 року.

Під час франко-російської війни 1812 р. було сформовано 15 Малоросійських козацьких полків. З козаків Чернігівського та Ніжинського повітів було сформовано 1-й Чернігівський козацький полк. Певно, в його складі були і роїські козаки. Під час листопадового повстання 1830 року в Польщі з козаків Чернігівської та Полтавської губерній знову було сформовано 8 козацьких полків. Під час січневого повстання 1863 року в Польщі знову були сформовані Малоросійські кінно-козацькі полки. З козаків Чернігівського повіту була сформована 5-та сотня 1-го Чернігівського полку. Серед 13 козаків Халявинської волості, даної сотні, представлених для нагородження «тёмно-бронзовой медалью в память усмирения польского мятежа 1863—1864 гг.» є козак з роїським козацьким прізвищем — Сільвестр Фєдосов. Тож ймовірно роїські козаки були в лавах даного полку.

### Російська імперія
Після скасування Гетьманщини 1764 року село опинилося під владою Росії. На козаків підпомічників було накладено рубльовий збір. Раніше вони платили його разом із селянами на утримання війська.
З 1767 року Роїще — володіння значкового товариша Якова Красовського. З 1781 року у селі господарював Петро Красовський — теж значковий товариш. А Слобода належала Івану, Павлу, Степану, Осипу Рашевським і Петру Григоровичу.
Перепис козаків, здійснений відповідно до наказу Катерини II від 29 листопада 1781 року, засвідчив, що у селі мешкало 310 козацьких душ.
З утворенням Чернігівського намісництва у січні 1782 року. Роїська сотня як територіально-адміністративна одиниця припинила своє існування. А як військова — увійшла до складу Чернігівського карабінерного полку, проте у 1784 р. його також було скасовано.
У 1802 році, коли утворилася Чернігівська губернія, Роїще перейшло до складу Халявинської волості Чернігівського повіту.
За даними на 1859 рік у козацькому й власницькому селі Чернігівського повіту Чернігівської губернії налічувалось 190 дворових господарств.
Станом на 1886 у селі налічувалось 199 дворових господарств, існувала школа, 2 постоялих будинки, 23 вітряних млини, 2 маслобійних заводи.
Жителі села брали участь у революційних подіях 1905—1907 рр.

### Українська революція
Михайло Зінченко, старшина Армії УНР, учасник боїв за незалежність України у 1920 році, організував у рідному селі вибори делегатів на Всеукраїнський з’їзд хліборобів і був присутній на ньому. До 125-річчя Зінченка у Роїщі було відкрито меморіальну дошку..

### Радянська влада
Хоча у 1917—1918 роках Роїще контролював український уряд, наприкінці грудня 1917 року було сформовано диверсійну пробільшовицьку групу, що поширила свій вплив на довколишні села. Коли Чернігівщину вперше окупували радянські війська, місцеві більшовики, як свідчать їхні джерела, оточили казарми українських військовиків. Внаслідок цієї операції вони заволоділи двома тисячами рушниць та боєприпасами для них. Встановлення радянської влади у регіоні супроводжувалося насильством, спрямованим на селян, незгідних брати участь у виборах до революційних комітетів, дворян, іних заможних людей. Зі змінним успіхом українська влада намагалася навести лад у регіоні та розслідувати скоєні більшовиками злочини, спрямовуючи сюди військові загони та загони державної влади. У грудні 1918 року роїщенські пробільшовицькі бойовики взяли участь у повстанні Заливчого, який намагався захопити владу в Чернігові. Відбулося зіткнення з українськими військовиками, які контратакували більшовиків, перекрили дорогу іншому загону, який ішов на допомогу Заливчому, та змусили їх відступити, не пустивши до Чернігова. Але внаслідок наступу Таращанського полку Щорса у регіоні остаточно встановлюється радянська влада. Хоча деяка частина селян підтримувала більшовиків і радянську владу, в той же час в селі діяли повстанські загони, що боролися проти більшовиків і радянської влади аж до 1924 року.

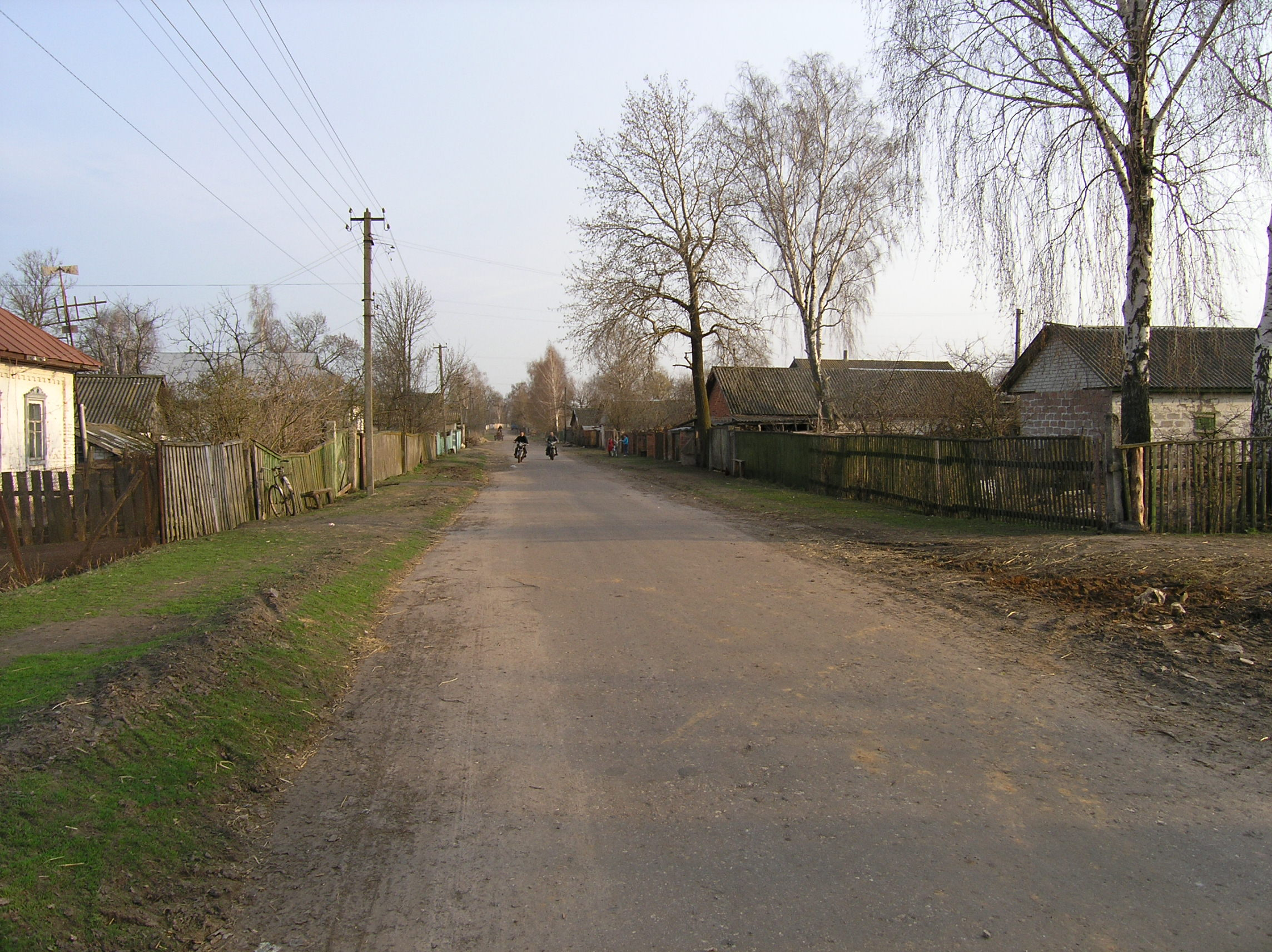
Вулиця Зарічна с. Роїще

Радянську владу встановлено в січні 1918 р. Основні споруди, збудовані в цей період — центральна садиба колгоспу ім. Я. М. Свердлова, 8-річна школа, амбулаторія, профілакторій, ясла-садок, Будинок культури на 400 місць, бібліотека. На братській могила радянських воїнів, полеглих 1943 р. у боях за село, 1964 р. встановлено надгробок. У 1976 р. споруджено обеліск на честь воїнів-односельців, що загинули (202 чол.) під час Німецько-радянської війни 1941—1945 рр. Значна частина з полеглих односельчан загинула під час форсування Дніпра в лавах так званої «чорної піхоти», внаслідку того, що були кинуті на німецькі кулемети майже не озброєні і навіть не переодягнені у військову форму.
Село постарждало від Голодомору.

### Незалежна Україна
12 червня 2020 року, відповідно до розпорядження Кабінету Міністрів України № 730-р від «Про визначення адміністративних центрів та затвердження територій територіальних громад Чернігівської області», село увійшло до складу Новобілоуської сільської громади.
19 липня 2020 року, в результаті адміністративно-територіальної реформи та ліквідації колишнього Чернігівського району, село увійшло до складу новоутвореного Чернігівського району.

## Релігійне життя

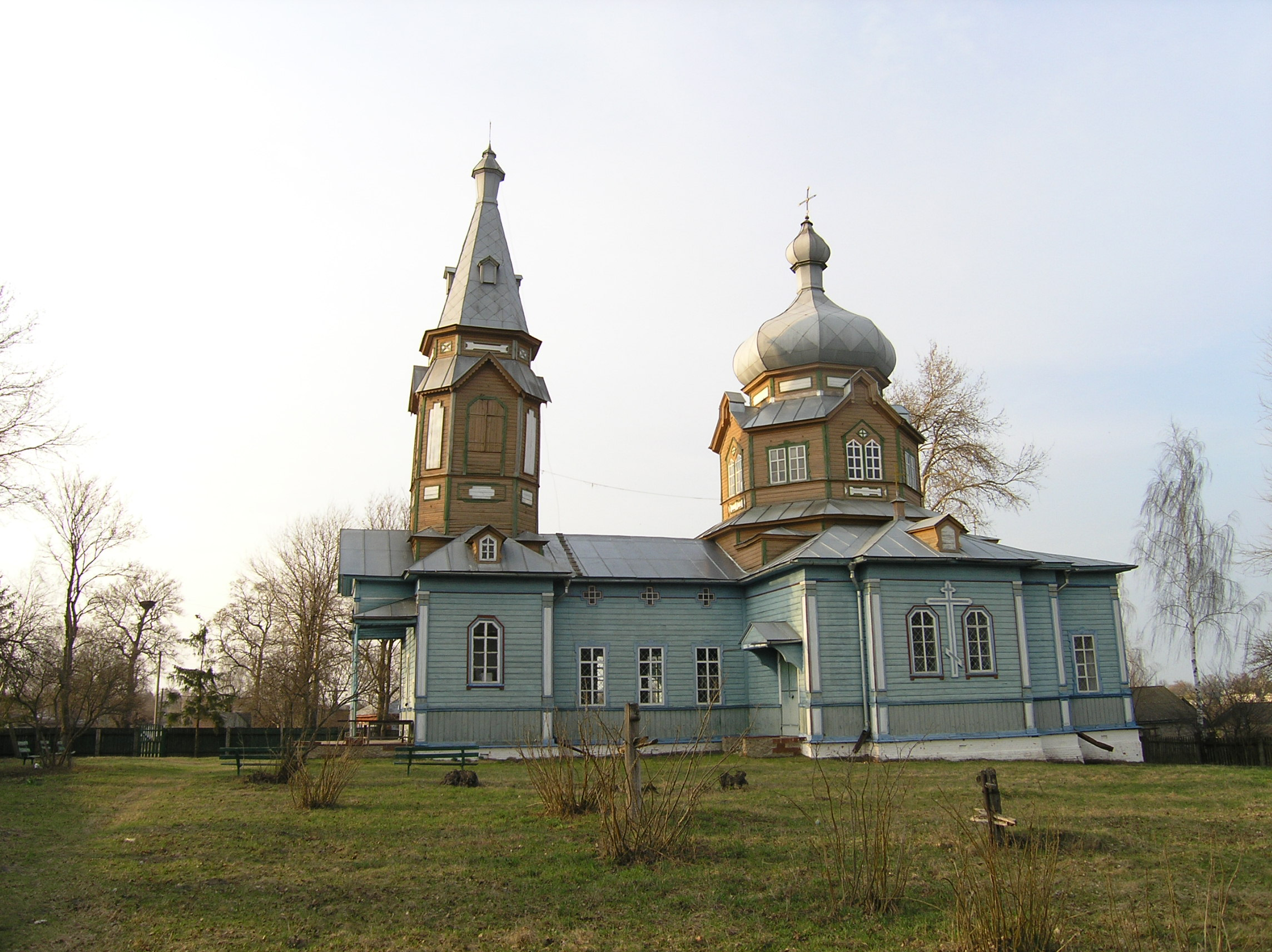
Вознесенська церква с. Роїще

Православна громада
Храми
У 1901 р. на місці старого храму архистратига Михаїла (який розібрали) було збудовано новий дерев'яний храм Вознесіння Господнього. В селі святкується два храмових свята: Михайла та Вознесіння. Тож перед Вознесінським храмом в селі певно був лише Михайлівський храм. Михайлівський храм, що був перед Вознесінським певно проіснував близько 200 років. Точних документальних відомостей про це не має. Є згадки про нього в «Відомостях про церкви та священнослужителів Чернігівської єпархії» за 1760 р., де вказано, що 1758 р. помер священик Михайлівського храму, та згадка про храм в описі козаків за 1767 р., де вказано, що Михайлівський храм є новий. Отже на підставі цих відомостей можна припустити, що Михайлівський храм був побудований десь на початку XVIII ст. Але с. Роїще вже в перших згадках означається саме як село, тобто населений пункт в якому є церква, на відміну від дєрєвні — населеного пункту без церкви. Тож до згаданого Михайлівського храму в селі також була Михайлівсь церква яка проіснувала до XVIII ст.
Священики
1. Титович Андрій (період служби 1718—1732 рр.)
2. Неговский Євстафій Сімеонович (період служби 1739—1758 рр.)
3. Янчевський Василь Олексійович (період служби 1759—1767 рр.)
4. Неговський Яків Євстафійович (період служби 1767—1804 рр.)
5. Неговський Сімеон Якович (період служби 1804 −1828 рр.)
6. Неговський Василь Сімеонович (період служби 1828—1832 рр.)
7. Неговський Григорій Сімеонович (о. Григорій)(період служби 1833—1884 рр.)
8. Булгаков Олександр (період служби 1884—1890 рр.)
9. Трощановський Антоній (період служби 1890—1892 рр.)
10. Левченко Гаврило Євтихійович (період служби 1892—1917 рр.)
11. Гладкий Андрій Григорович (період служби 1917—1930 рр.)
12. Бужко Сергій Павлович (о. Сергій)(періоди служби 1930—1936 рр., 1943—1975 рр.)
13. Горобовець Віктор Іванович (період служби 1976—1979 рр.)
14. Колодій Анатолій Ігнатович (о. Анатолій) (період служби 1979—1980 рр.)
15. Нечипорук Федір (період служби 1980—1983)
16. Карпенко Володимир Миколайович (о. Володимир)(період служби 1984 р.)
17. Галушко Михайло Тимофійович (о. Михайло) (період служби 1985 р.)
18. Товстогон Григорій Дмитрович (о. Григорій) (період служби 1986 р.)
19. Гармаш Василій Єфимович (період служби 1986—1988 рр.)
20. Зубаль Борис Іванович (о. Борис) (період служби 1989—1991 рр.)
21. Туманов Володимир Віталійович (о. Варнава) (період служби 1991—1994 рр.)
22. Гасанов Рафаїл Рафаїлович (о. Рафаїл) (період служби 1995—1998 рр.)
23. Пастушенко Юрій Іванович (о. Георгій) (з 1998 р.)

Євангельські християни баптисти

## Демографія
Кількість населення с. Роїща[джерело?]
|          | 1739 | 1760 | 1767 | 1774 | 1812 | 1859 | 1886 | 1897 | 2015 |
| -------- | ---- | ---- | ---- | ---- | ---- | ---- | ---- | ---- | ---- |
| Чоловіки | 438  | 487  | 525  | 624  | 580  | 595  |      | 672  |      |
| Жінки    | 392  | 448  | 464  | 608  | 565  | 598  |      | 618  |      |
| Разом    | 830  | 935  | 989  | 1232 | 1145 | 1193 | 1276 | 1290 | 1190 |

### Мова
Розподіл населення за рідною мовою за даними перепису 2001 року:
| Мова       | Кількість | Відсоток |
| ---------- | --------- | -------- |
| українська | 1168      | 98.15%   |
| російська  | 22        | 1.85%    |
| Усього     | 1190      | 100%     |

## Шляхетні роїські роди
Старшинсько-дворянські
- Рашки-Рашевські
- Мокрієвичи
- Красовські
- Тризни
- Камінські

Потомствені-почесні громадяни с. Роїща
- Теренковські

## Вихідці
- Зінченко Михайло Львович (1893-1963) — учасник Української революції 1917-1921 рр., поручик.
- Зінченко Володимир Данилович (1948) — народний художник України.
- Теренковський Дмитро Іванович — кандидат медичних наук.
- Панько Микола Леонідович — український різьбяр, заслужений майстер народної творчості України.
- Печерний Петро Петрович — український кераміст, професор, академік.

## Галерея

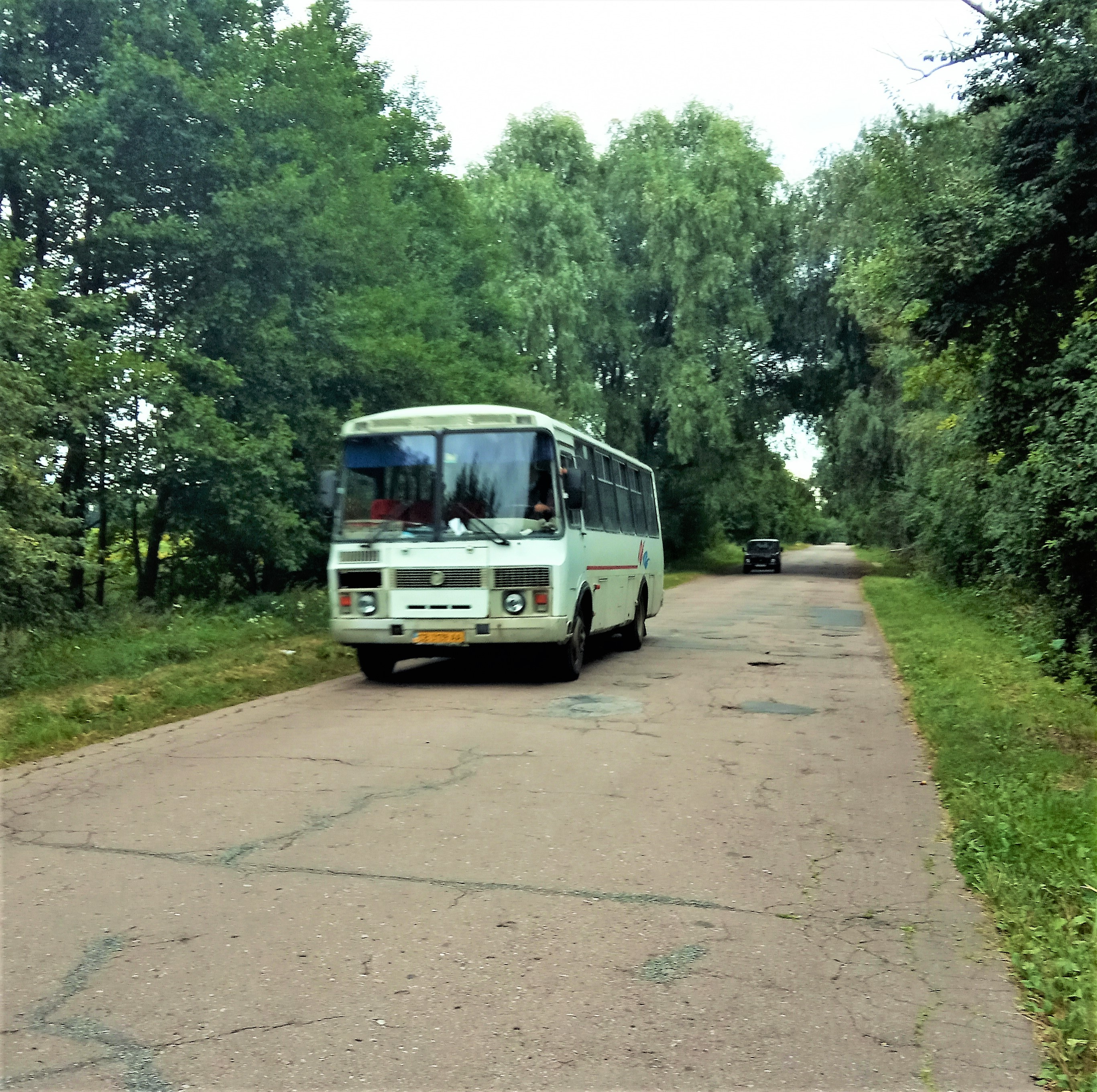
Автобус
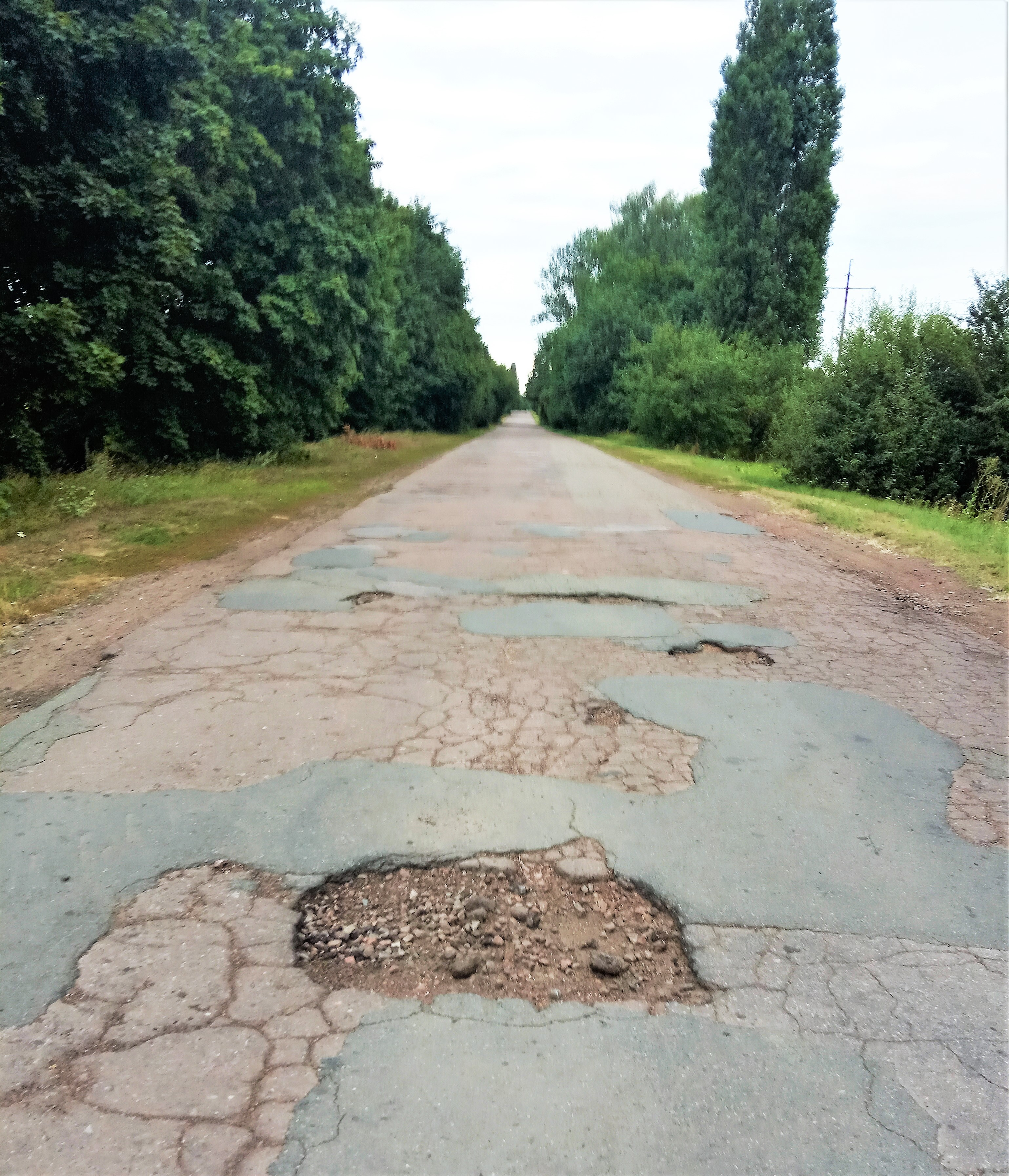
Дорога до села станом на 2020
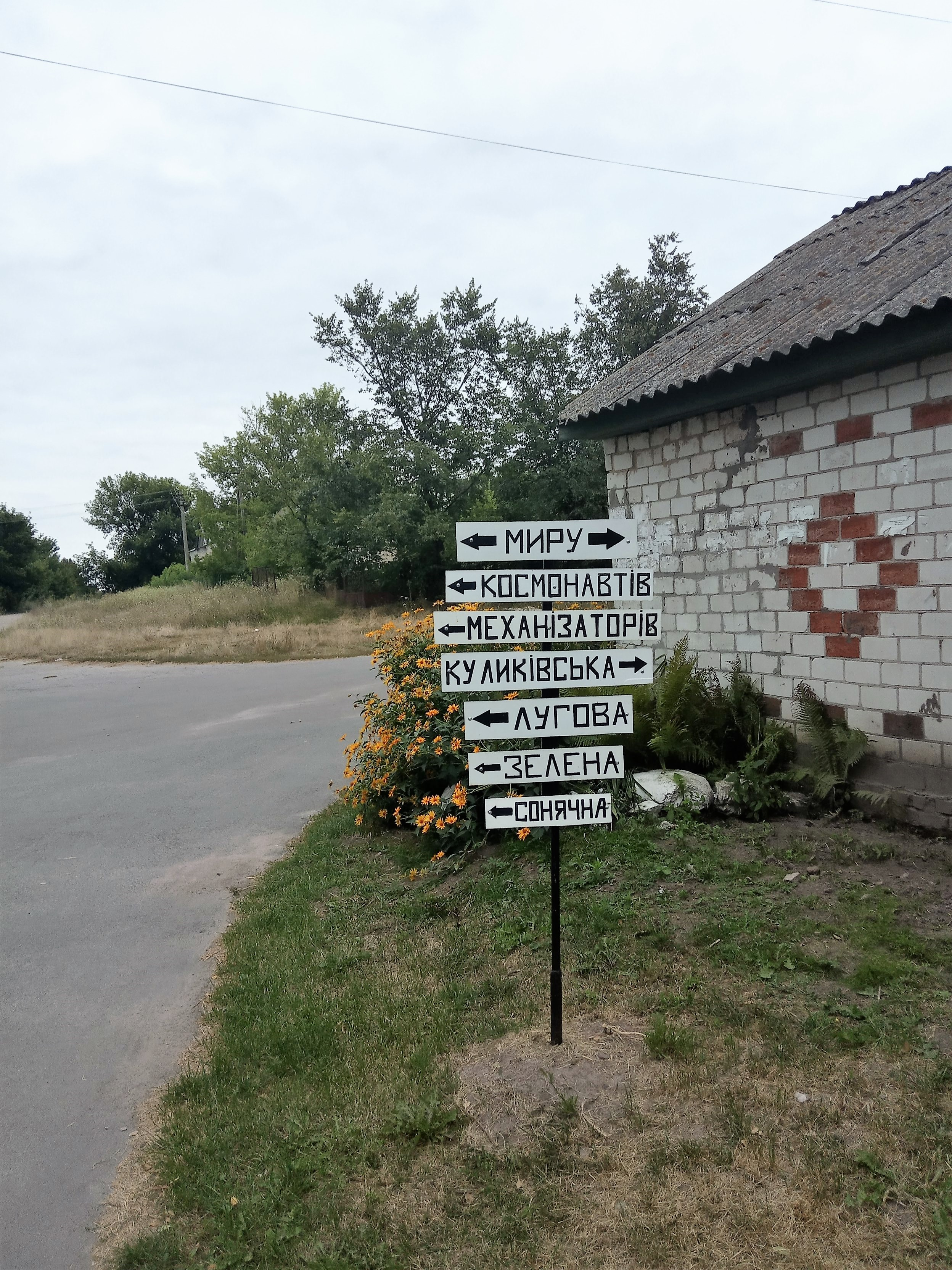
Вказівники вулиць
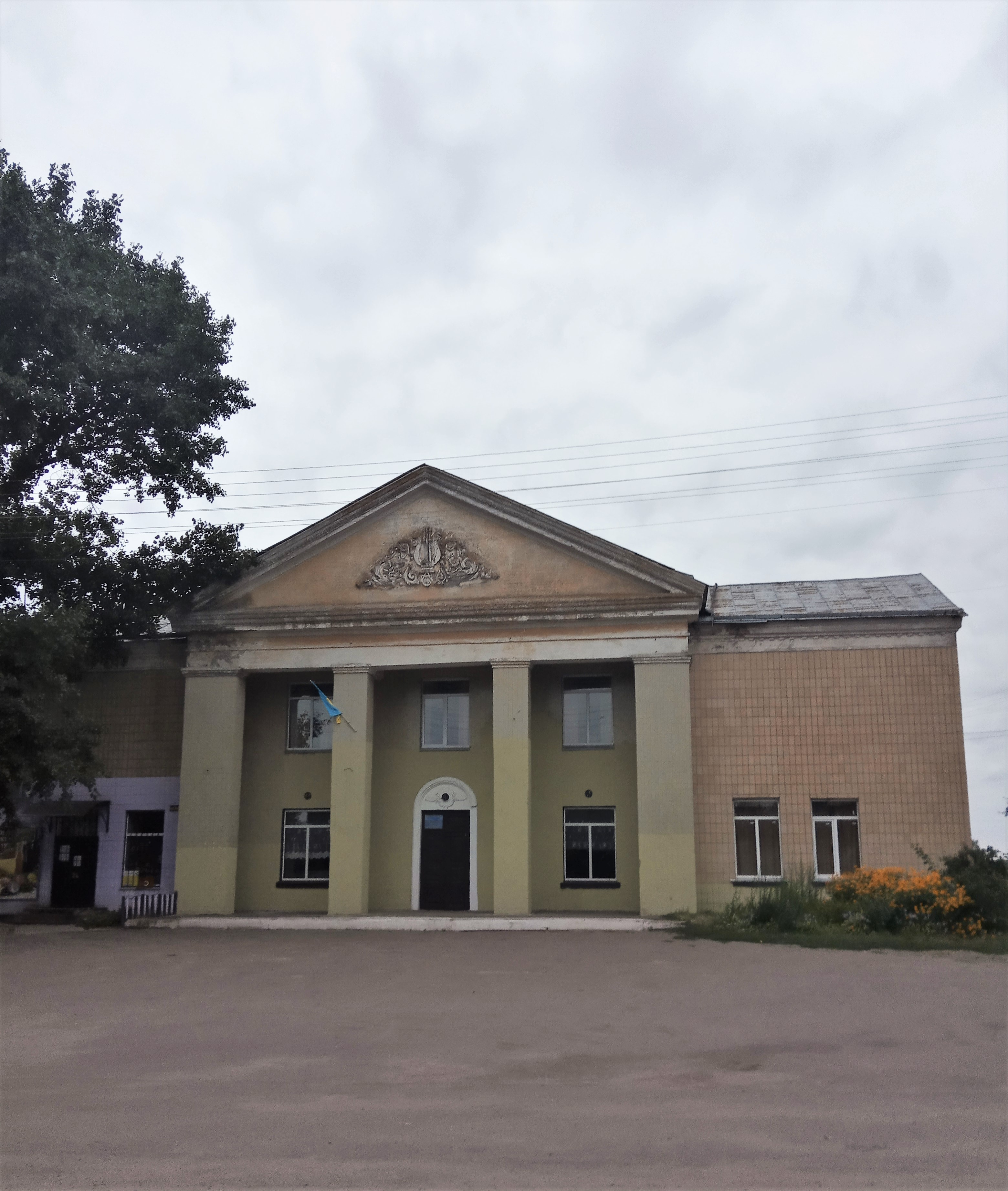
Будинок культури
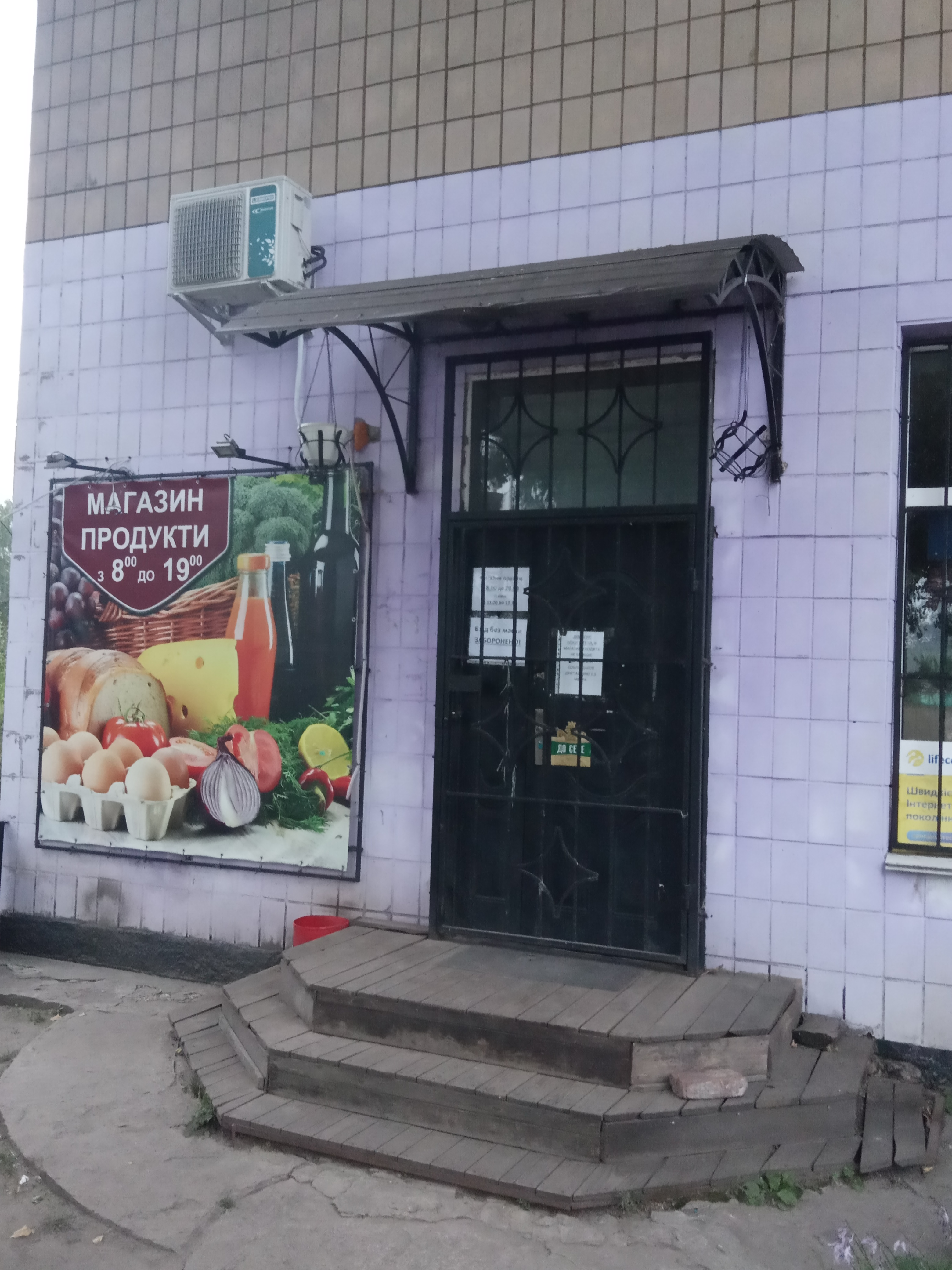
Магазин
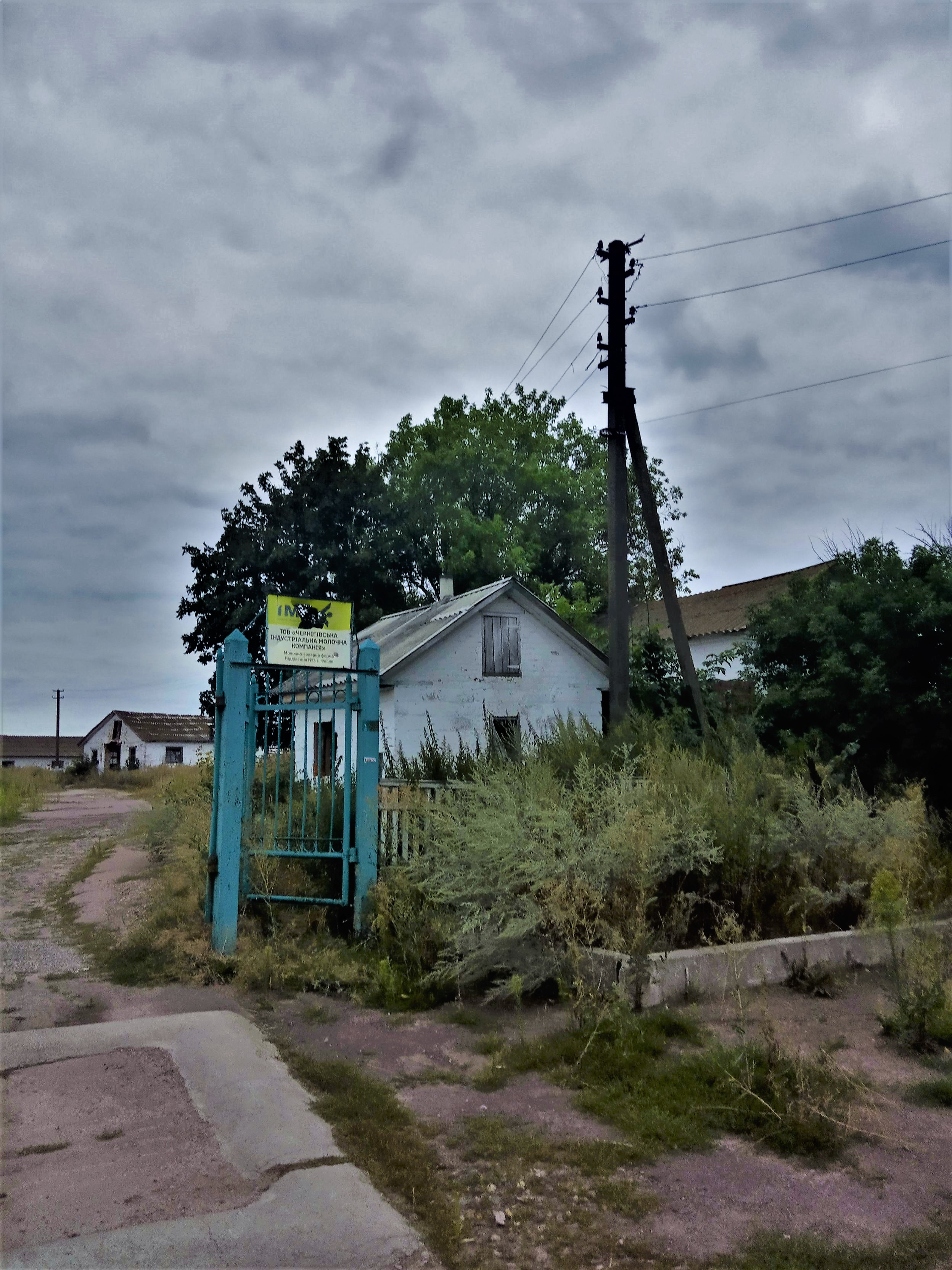
Чернігівська ІМК
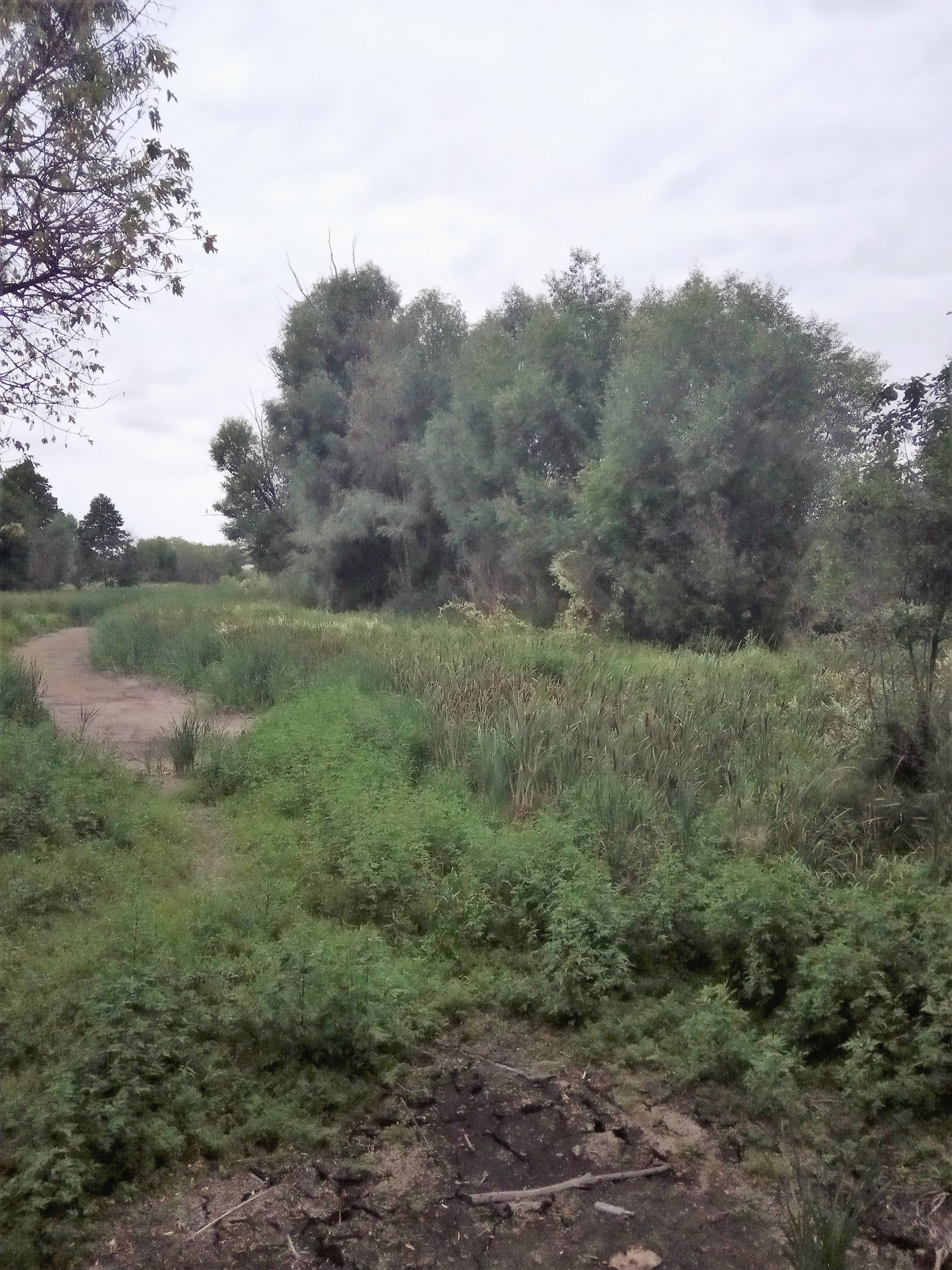
висохший Стрижень
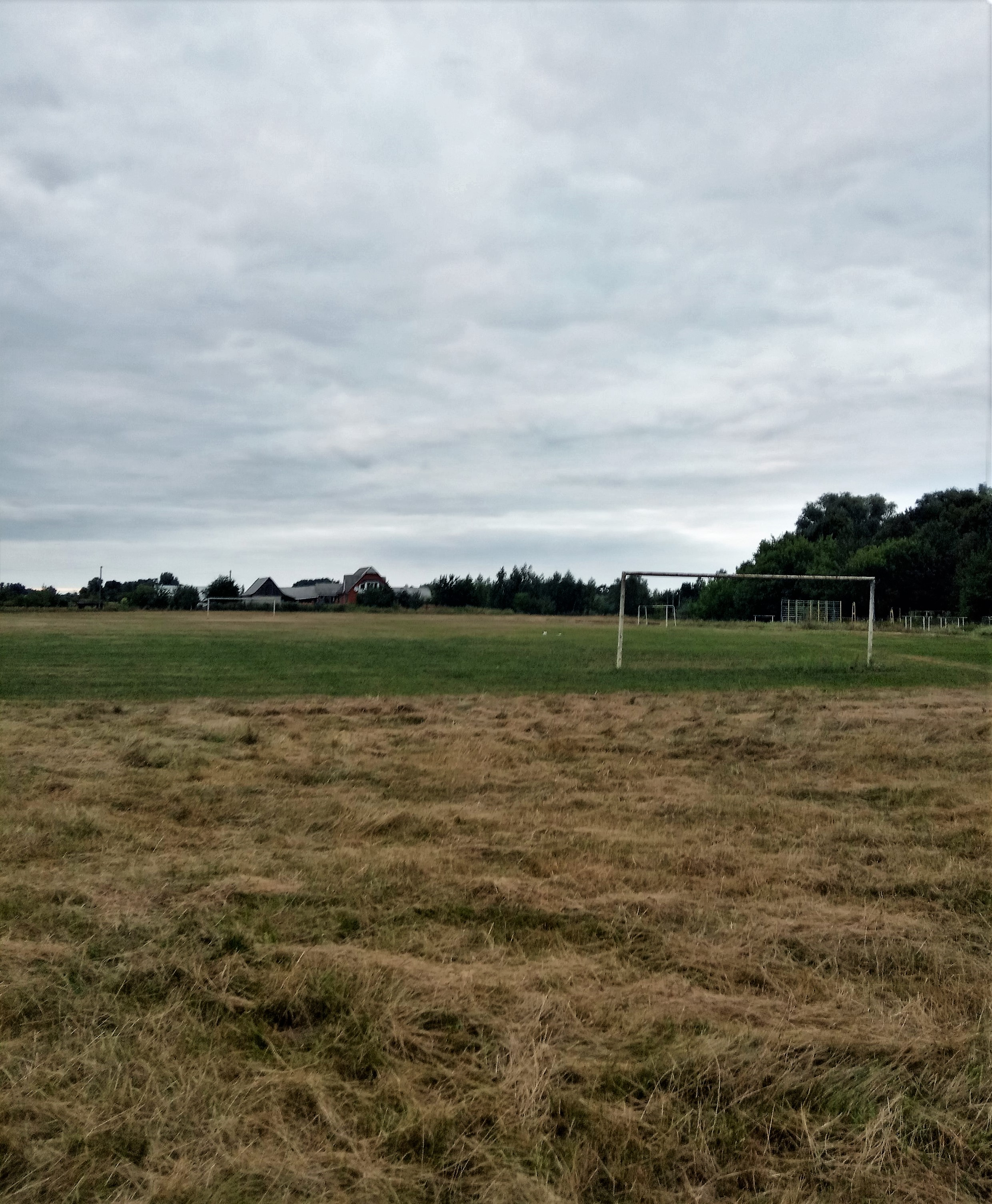
Стадіон
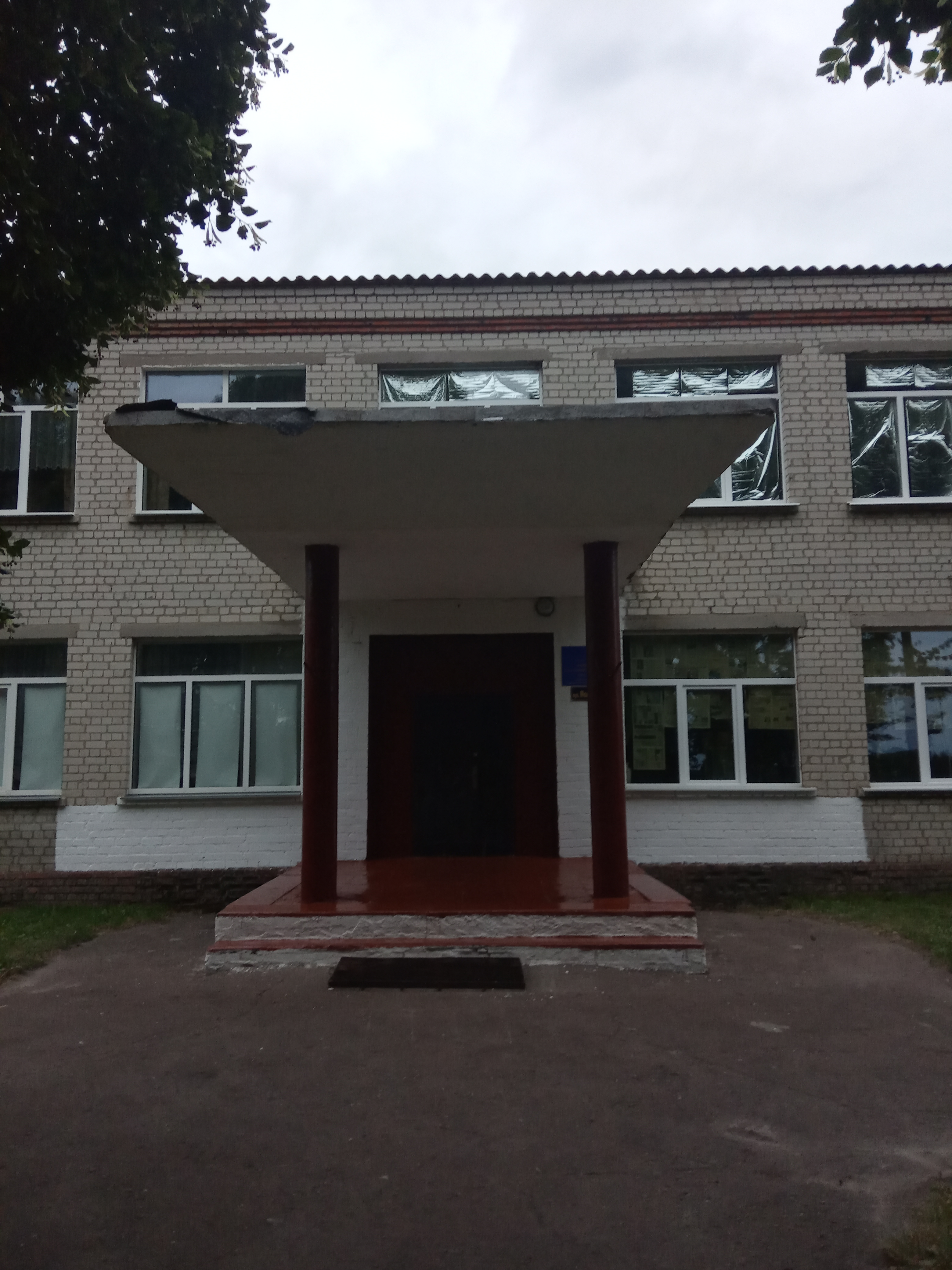
Школа
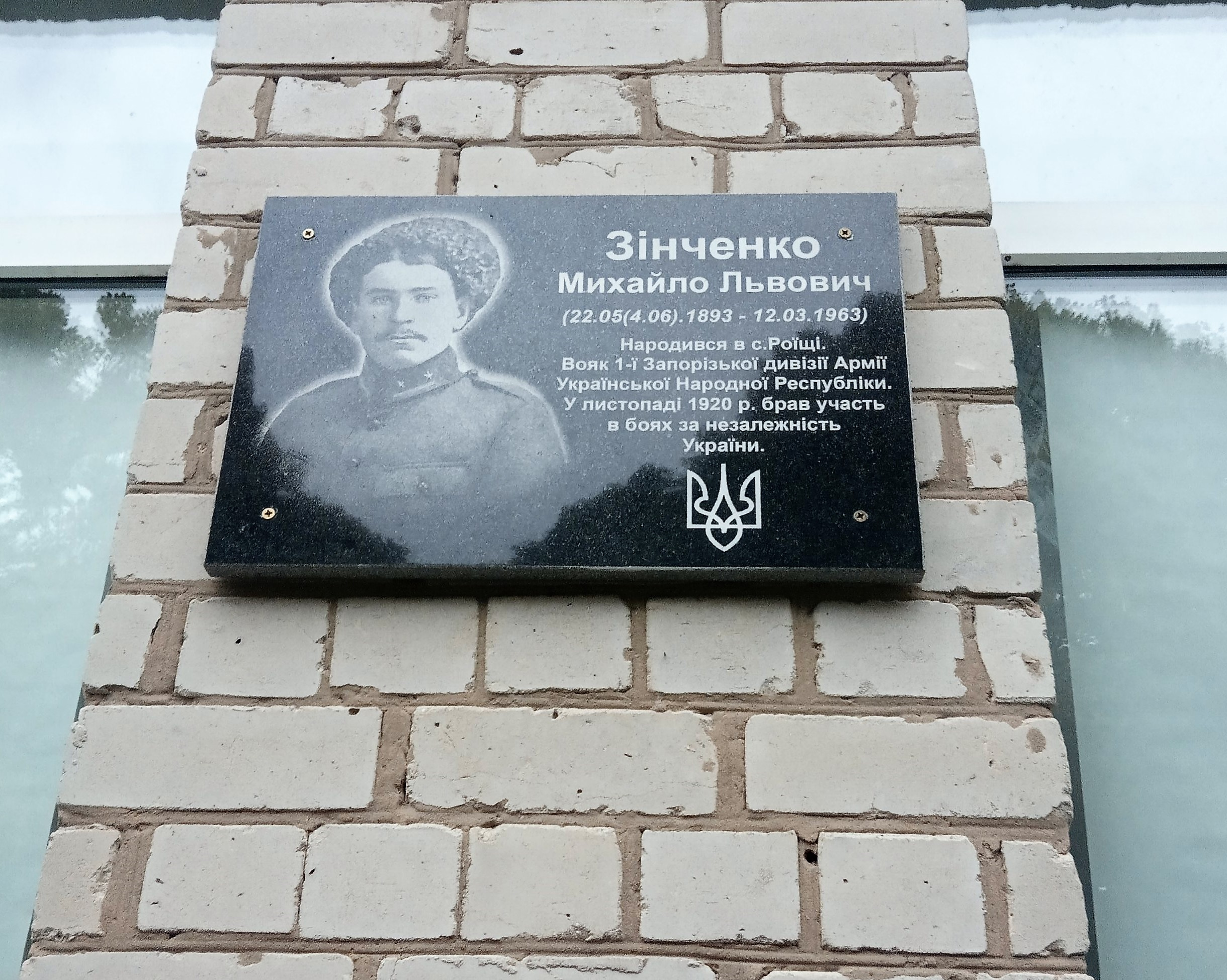
Пам'ятна дошка Михайлу Зінченку
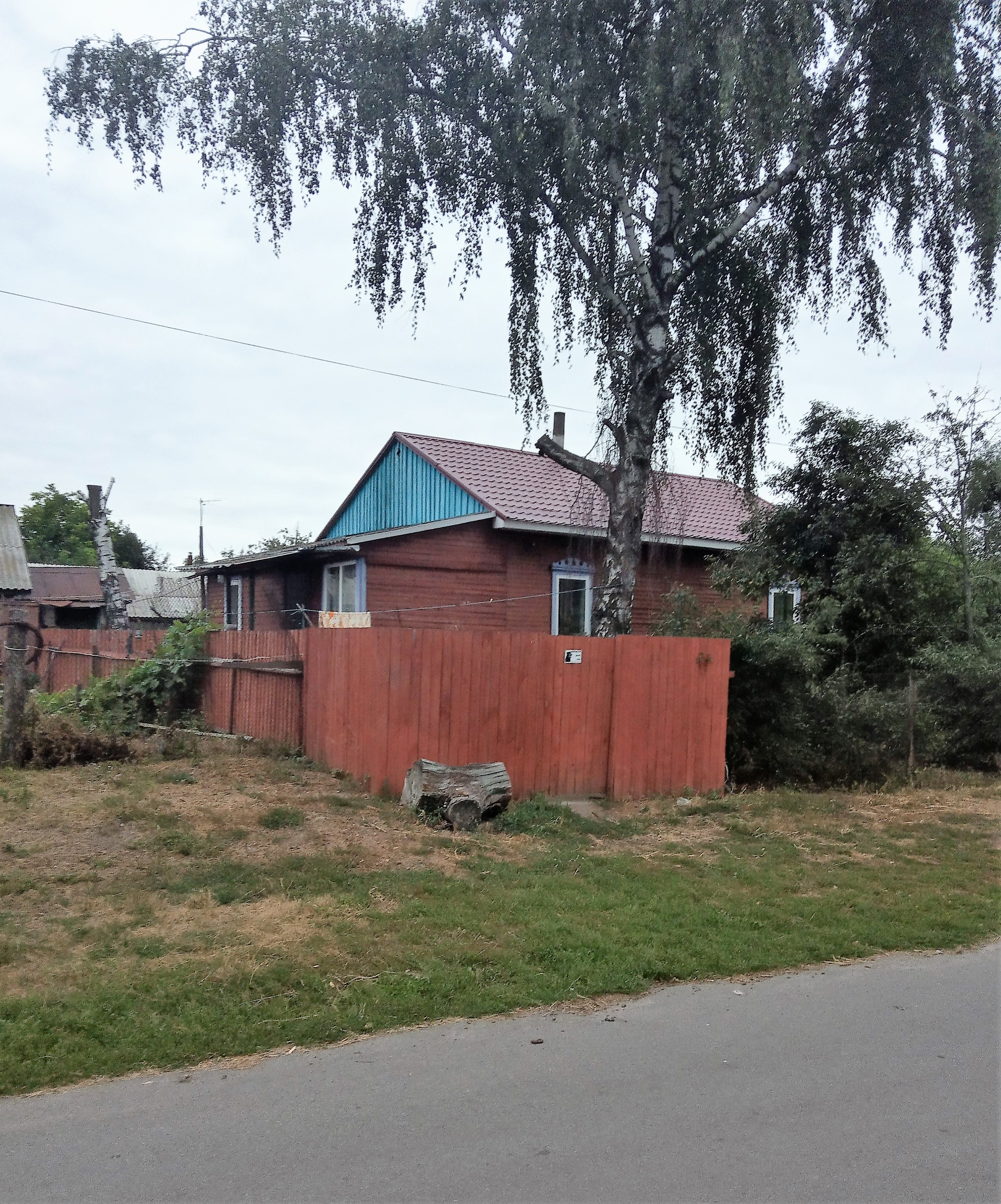
Одна з типових хат

### Загальна
- Русина О. Сіверська земля у складі Великого князівства Литовського. — Київ, 1998.
- Кудрицький А. В. Чернігівщина. — К., 1990.
- Студьонова Л. В. Ось де, люди, наша слава (бесіди про Чернігівське козацтво).- К.,2004.-172 с.
- Поселення Венедів на Сіверщині
- Чернігівська переписана книга 1666 року. — Чернігів, 2013.
- Список населённых мест Российской империи. Черниговская губерния. — Санктпетербург, 1866.
- C.Горобець Заснування і походження назв сіл Чернігівського району. — Чернігів, 2014.
- Горобець С. М., Ситий І. М. Чернігівщина козацька. Ройська сотня: історія створення, населені пункти, сотенна старшина. — Чернігів, 2012.
- О.Ляшев Роїщенська сотня і її сотники // Гарт. — 1997. — 25 липня;
- О.Ляшев Роїська сотня Чернігівського полку // Північні військові відомості. — 2000. — 12 січня.
- Кулаковський П. Чернігово-Сіверщина у складі Речі Посполитої (1618—1648). — Київ, 2006.

### З історії села Роїще

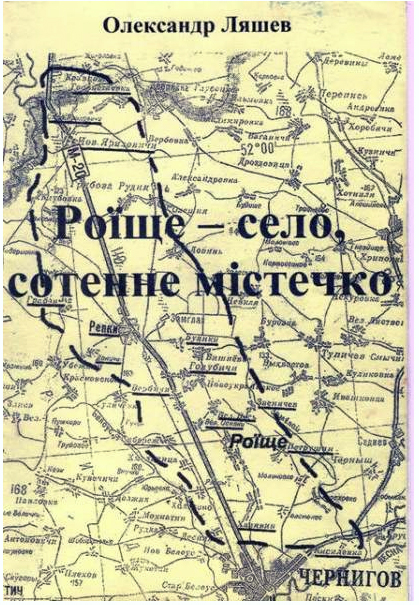
Обкладинка книги «Роїще-село, сотенне містечко»

- Р. В. Терпиловский Поселение І тысячелетия н.э. в с. Роище на Черниговщине. [недоступне посилання з липня 2019]
- Ляшев О. В. Роїще — село, сотенне містечко. — Чернігів,2002. (Короткий огляд історії села від найдавніших часів до 1991 р. та відомості про обряди та звичаї мешканців села.)
- А.Орешко Особливості діалекту с. Роїща Чернігівсько району в історико-лінгвістичному контексті//Сіверянський літопис — 2012, № 5-6
- О.Ляшев Роїщани під лабіринтом Мінотавра
- О.Ляшев Козаки та селяни с. Роїща Роїської сотні Чернігівського полку. Кн. 1 — Чернігів, 2013. (В книзі подана інформація про старі козацькі та селянські роди с. Роїща. Історичні довідки, статистичні відомості, родовідні лінії та інформація про деяких представників родів.)
- О.Ляшев Нарис церковної історії с. Роїща. — Чернігів, 2015. (Історія православної та євангельських християн баптистів громад на селі. Храми, майно церкви, відомості про священоцерковнослужителів.)